# 薩摩川内市立八幡小学校
薩摩川内市立八幡小学校（さつませんだいしりつやはたしょうがっこう）は鹿児島県薩摩川内市田海町にある市立小学校。

## 歴史
1880年（明治13年）に郷校であった鶴岡小学校より分離し八幡小学校が設置された。1890年（明治23年）には役田校、白浜校を田海校（現在位置）に合併した。1894年（明治27年）に高等科を設置し、八幡高等小学校に改称し、その後1904年（明治37年）には八幡尋常小学校に改称された。1941年（昭和16年）に国民学校令により八幡国民学校に改称した。
第二次世界大戦終戦後の1947年（昭和22年）には下東郷村立八幡小学校に改称された。1957年（昭和32年）に下東郷村が川内市に編入され、川内市立八幡小学校に改称。1972年（昭和47年）に敷地内に川内市立八幡幼稚園を併設。その後2004年（平成16年）に薩摩川内市となり、薩摩川内市立八幡小学校となった

## 通学区域
- 薩摩川内市田海町及び白浜町の全域[2]。

## 出身者
- 田中良二 - 薩摩川内市長